# الخماسي الحديث في الألعاب الأولمبية الصيفية 2024
ستقام منافسات الخماسي الحديث في الألعاب الأولمبية الصيفية 2024 في باريس في الفترة من 8 إلى 11 أغسطس 2024 في قصر فرساي وصالة شمال باريس . سيستضيف قصر فرساي جميع فعاليات الخماسي الحديث، باستثناء جولات التصنيف في تخصص المبارزة التي ستقام في صالة شمال باريس. سيتم التنافس على حدثين، أحدهما للرجال والآخر للسيدات. 
وفي أواخر عام 2021، أعلنت اللجنة الأولمبية الدولية أنه سيتم إسقاط الخماسي الحديث من البرنامج الأولمبي بعد عام 2024، في أعقاب الجدل الذي اندلع في قسم ركوب الخيل في حدث السيدات في طوكيو 2020 ، والذي شهد طرد المدرب الألماني كيم رايسنر من الألعاب بسبب الاعتداء الجسدي على أحد الخيول. 
ردًا على هذا الحادث، حذرت اللجنة الأولمبية الدولية الاتحاد الدولي للخماسي الحديث (UIPM) من اجل استبدال قطاع الركوب بنظام خامس جديد لإعادة النظر في إدراج الرياضة في الإصدارات المستقبلية.  بعد إعلان خطط UIPM لاستبدال قطاع الركوب بسباق الحواجز، أعيد الخماسي الحديث إلى دورة الألعاب الأولمبية الصيفية لعام 2028. 
وشهد يوم 10 أغسطس 2024 فوز أحمد الجندي بالميدالية الذهبية.